# Helvella pallidula
Helvella pallidula är en svampart som tillhör divisionen sporsäcksvampar, och som beskrevs av N.S.Weber. Helvella pallidula ingår i släktet hattmurklor (Helvella), och familjen Helvellaceae. Arten har ej påträffats i Sverige.